# Der Dom (Zeitschrift)
Der Dom ist der Titel eines zweiwöchentlich erscheinenden römisch-katholischen Magazins für das Erzbistum Paderborn.

## Geschichte
Bis zum Reichsdeputationshauptschluss war das katholische Leben im damaligen Hochstift Paderborn weitestgehend unbeeinflusst von säkularen Herrschern. Das änderte sich jedoch, als die Preußen die Herrschaft im  ehemaligen Hochstift übernahmen und dazu noch die Bistumsgrenzen neu festgelegt wurden. Die Geschichtsschreibung erwähnt als Reaktion zur Mitte des 19. Jahrhunderts eine Aufbruchstimmung in der katholischen Bevölkerung. Viele Pfarreien wurden neu gegründet und der Bonifatiusverein für das katholische Deutschland nahm seinen Sitz in der Bischofsstadt Paderborn.

### Leo
Genau in dieser Zeit des Kulturkampfs von 1871 bis 1887 wurde eine neue kirchliche Zeitschrift gegründet. Der Bonifatiusverein fand die Zeit reif, „in die Medien zu gehen“. Er hatte sich der Missionsarbeit in der Diaspora verschrieben und suchte sein Apostolat unter anderem durch die Verbreitung katholischer Schriften zu erreichen. Dazu wurde in der 1869 gegründeten Bonifacius-Druckerei eine neue Tageszeitung namens „Liborius-Bote“ veröffentlicht. Nach sieben Jahren musste das katholische Blatt allerdings sein Erscheinen einstellen. Gleichzeitig hatte sich aber ein anderes Blatt aus dem Verlag mit weniger kämpferischen Ambitionen zu Wort gemeldet, ein „Sonntagsblatt für das katholische Volk“ mit dem Namen LEO (nach dem gerade gewählten Papst Leo XIII.). In der ersten Ausgabe vom 7. April 1878 stellte es ein neues Konzept von katholischer Publikation vor, welches mittels einer populären Schreibweise „unserem guten katholischen Volke für den Sonntag eine erfrischende und erwärmende Lesung zu bieten, damit es besonders ein Theil des sonntagnachmittags damit ausfüllen kann“. Der Preis des Blattes wurde mit 40 Pfennig pro Vierteljahr bewusst niedrig gehalten. Durch den Umzug in ein neues Druckergebäude 1881 und eine neu beschaffte Doppelpresse war es möglich, die doppelte Auflage in der halben Zeit zu produzieren. Dies führte dazu, dass der LEO nun rechtzeitig bis in die auch entlegenen Ortschaften gelangen konnte. Am 1. Mai 1927 feiert der LEO das Jubiläum seines 50. Jahrgangs. Caspar Klein, damaliger Bischof von Paderborn, rühmte das Blatt zu diesem Anlass als „Herold der Wahrheit und ein Verteidiger der heiligsten Interessen“. Die wöchentliche Auflage lag bei 120.000 Exemplaren.

### Der Domvon 1946 bis 2024
Der Zweite Weltkrieg blieb auch für den LEO nicht ohne Folgen: Am 25. Mai 1941 gaben Verlag und Schriftleitung mit der Nummer 21 des 64. Jahrgangs die Einstellung des Blattes bekannt. Menschen und Material sollten „für andere kriegswichtige Zwecke freigemacht werden“, so die Begründung nach außen. Die Zeitung blieb fünf Jahre lang eingestellt. Dann erhielt der damalige Generalvikar Friedrich Maria Rintelen die Lizenz zur Herausgabe einer Zeitung von der alliierten Militärregierung. Die Bonifacius-Druckerei erhielt vom Erzbischöflichen Generalvikariat den Verlag für das Sonntagsblatt, das jetzt Der Dom heißen sollte. Es erhielt diesen Titel, weil die kriegszerstörte Bischofskirche in Paderborn gleichsam das Symbol für wiedererstehendes neues Leben aus den Ruinen war. War der Umfang anfangs noch auf acht Seiten festgelegt (bei einer festen Auflage von 120.000 Exemplaren), ging es nach der Währungsreform mit der Kirchenzeitung steil bergauf. Das Angebot konnte erweitert, die Aktualität gesteigert werden. Die Einführung der Pfarr- bzw. Dekanatsbeilagen brachte viele neue Leser. Die Auflage schnellte bis zum Jahre 1958 auf 197.000 Exemplare nach oben.
Botenbuch (1952/1953 in Dortmund)

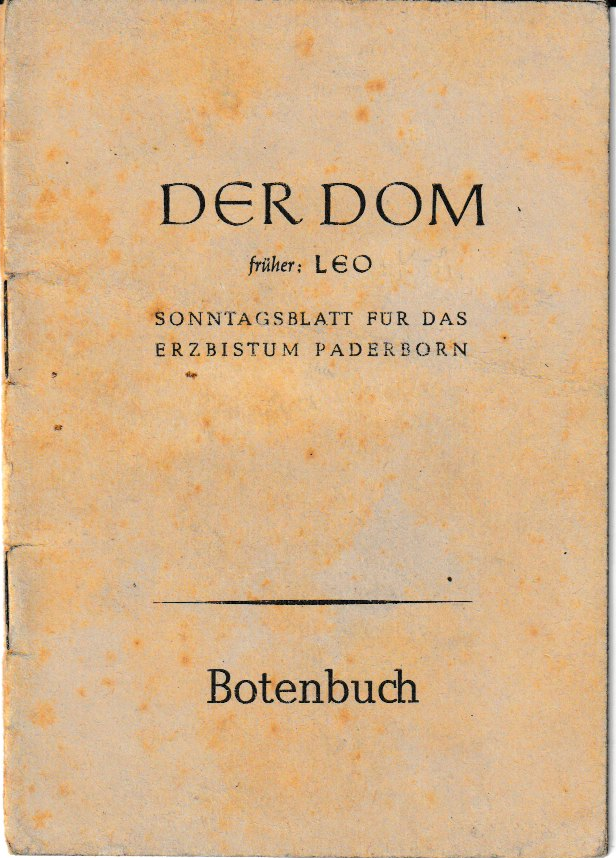
Titelseite
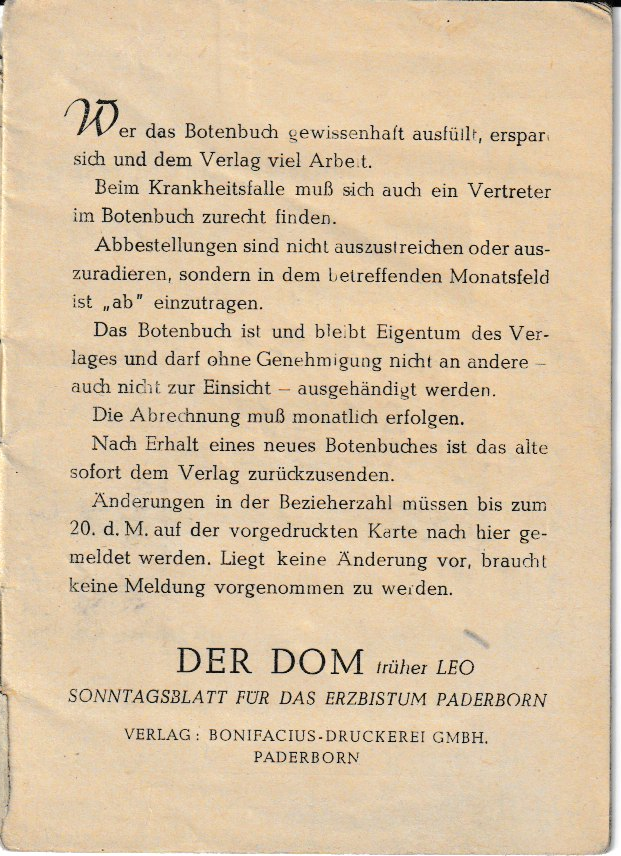
Anweisungen
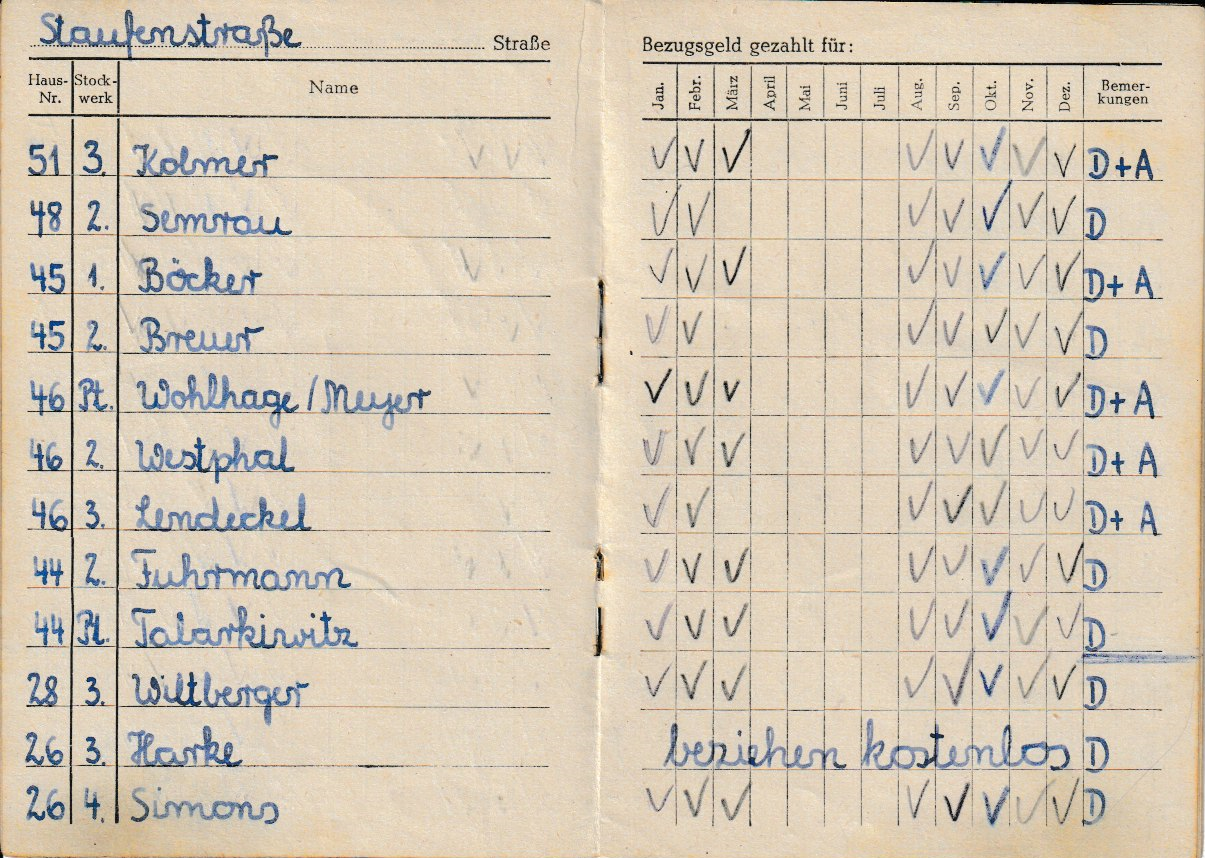
Statistik
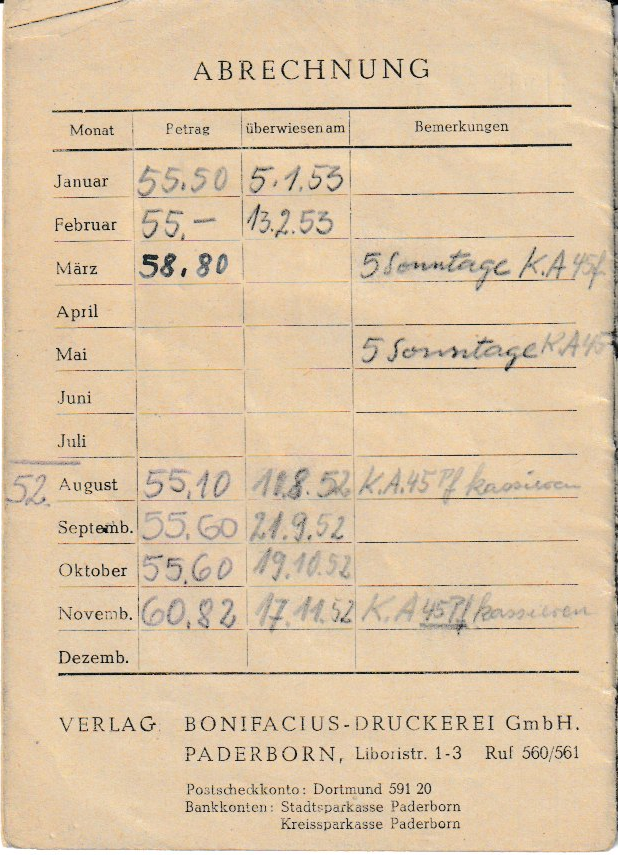
Abrechnung

Seit dem ersten Erscheinen hat sich das Erscheinungsbild des Doms mehrfach geändert; neue Moden und Gestaltungsrichtungen waren der Grund. Bei der siebten und bislang vorletzten großen Änderung zu Ostern 2001 wurden der Umfang von 32 auf 48 Seiten und die Themenpalette erweitert. Neben kirchlichen Nachrichten und geistlicher Betrachtung gab es fortan Reportagen sowie Nachrichten aus dem Bistum und den Pfarreien. Seit der Revision im Jahr 2001 wurde Der Dom in kleinen Schritten weiterentwickelt. So wurde 2006 die redaktionelle Gestaltung des Hefts geändert: überregionale Berichte wurden im ersten Teil des Hefts gebündelt, die Bistums- und Regionalberichterstattung im zweiten Teil. Im Jahr 2007 entwickelte Der Dom ein Stil- und Regelbuch.
Seit dem 1. Januar 2010 arbeiteten die Redakteure nur noch freiberuflich. Fünf Seiten pro Ausgabe lieferte der Bonner Mediendienstleister dreipunktdrei. Seit Dezember 2019 hat der Dom wieder eine festangestellte Redaktion. Der Erzbischof ist seither nicht mehr der Herausgeber, denn er übergab diese Aufgabe an einen Herausgeberbeirat. Der Titel Der Dom wurde um den Untertitel Katholisches Magazin im Erzbistum Paderborn ergänzt. Chefredakteurin ist seit 2020 Claudia Auffenberg.
Im vierten Quartal des Jahres 2023 hatte die Wochenzeitung eine verkaufte Auflage von 9.743 Stück.
Zum Palmsonntag, dem 24. März 2024, erschien die letzte Ausgabe des Doms in der gewohnten Form.

### Magazin ab 2024
Seit Ostern 2024 erscheint anstelle der Wochenzeitung Der Dom vierzehntäglich ein von 15 deutschen Bistümern herausgegebenes Magazin mit 64 Seiten. Die Zentralredaktion der Verlagsgruppe Bistumspresse in Osnabrück erstellt die überregionalen Seiten; die Paderborner Redaktion trägt den Regionalteil bei. Die Ursachen der Neustrukturierung sind die sinkenden Auflagen und die gestiegenen Produktions- und Vertriebskosten.